# OH 24
OH 24 (на прізвисько «Твіггі») — скам'янілий череп виду Homo habilis (Людина уміла). Череп був виявлений у 1968 році Пітером Нзубе в ущелині Олдувай, Танзанія. Він був знайдений майже повністю роздавленим і «плоскої» форми, за що й отримав назву в честь відомої тогочасної моделі «Твіггі» (англ. Twiggy, досл. «тоненька», від Twig — «тростинка»).
Вік черепу оцінюється приблизно в 1.8 мільйонів років. У зв'язку зі станом знайденого черепу, він був склеєний з масовим покриттям вапняку. Спочатку череп мало зацікавив, але після довгих зусиль вченого Рона Кларка, череп був, нарешті, відновлений і ретельно вивчений.
Об'єм черепу оцінюється приблизно в 590–600 см³. Лицю OH 24 був характерний прогнатизм. Визначено, що на момент смерті це була доросла особа.